# Estadio Victoria
Estadio Victoria – meksykański stadion usytuowany w mieście Aguascalientes, w stanie Aguascalientes. Został otworzony w 2003 roku i może pomieścić 25,000 kibiców. Stadion jest wielofunkcyjny, ale najczęściej używany jest podczas meczów piłki nożnej i pełni funkcje domowego stadionu Necaxy. Wcześniej drużyna ta dzieliła stadion Azteca razem ze stołeczną Américą. Estadio Victoria nosi nazwę popularnego piwa, warzonego przez browar Grupo Modelo, który jest właścicielem nazwy stadionu. Między innymi na tym właśnie stadionie zostaną rozegrane mecze Mistrzostw Świata U-17 2011 w Meksyku.